# Gephyromantis leucomaculatus
Gephyromantis leucomaculatus is een kikker uit de familie gouden kikkers (Mantellidae). De soort werd voor het eerst wetenschappelijk beschreven door Jean Marius René Guibé in 1975. Oorspronkelijk werd de wetenschappelijke naam Rhacophorus leucomaculatus gebruikt. De soort behoort tot het geslacht Gephyromantis.

## Leefgebied
De kikker is endemisch in Madagaskar. De soort komt vooral voor in de regio Sava in het noordoosten van het eiland leeft op een hoogte tot de 700 meter boven zeeniveau. De soort komt ook voor in nationaal park Masoala en op de eilanden Nosy Mangabe en Île Sainte-Marie.

## Beschrijving
Mannetjes hebben een lengte van 32 tot 41 millimeter en vrouwtjes hebben een lengte van 38 tot 45 millimeter. De rug is lichtbruin en de buik is wittig.

## Synoniemen
- Boophis leucomaculatus (Guibé, 1975)
- Mantidactylus leucomaculatus (Guibé, 1975)
- Rhacophorus leucomaculatus Guibé, 1975